# Venustaconcha ellipsiformis
Venustaconcha ellipsiformis är en musselart som först beskrevs av Conrad 1836.  Venustaconcha ellipsiformis ingår i släktet Venustaconcha och familjen målarmusslor. IUCN kategoriserar arten globalt som livskraftig. Inga underarter finns listade i Catalogue of Life.